# Kapitän Nemo

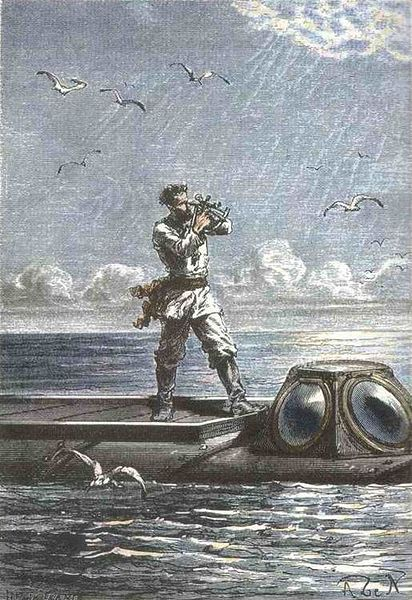
Kapitän Nemo mit einem Sextanten auf seinem Unterseeboot Nautilus, Buchillustration von 1869

Kapitän Nemo (französischer Originaltitel: Le capitaine Nemo. [lə kapitɛ̃n neːmo]) ist eine Romanfigur, die erstmals in Jules Vernes Werk 20.000 Meilen unter dem Meer erscheint. Nemo ist der Kommandant des U-Bootes Nautilus. Er kommt auch in Vernes 1874–1875 entstandenem Roman Die geheimnisvolle Insel und in dem Theaterstück Voyage à travers l’impossible von 1882 vor.
Kapitän Nemo gilt als die bekannteste Figur in den Werken von Jules Verne. Das lateinische Wort „nemo“ bedeutet niemand.

## Die Person Nemo

### Erste Konzeption
In der ursprünglichen Konzeption des Romans 20.000 Meilen unter dem Meer sah Jules Verne vor, Kapitän Nemo als polnischen Aristokrat der Szlachta darzustellen. Diese Romanfigur hätte die während des Januaraufstands von 1863/1864 gegen die russische Unterdrückung umgekommene eigene Familie rächen wollen. Ein Manuskript dazu ist nicht bekannt. Der Vernien Volker Dehs nimmt an, dass die Idee in den ersten Gesprächen zwischen Jules Verne und seinem Verleger Pierre-Jules Hetzel verworfen wurde. Der Verleger dürfte die Zensur des Buches durch das Russische Reich und Einbußen beim Export seiner Produkte ins Russische Reich befürchtet haben.

### Beschreibung
Im Roman 20.000 Meilen unter dem Meer wird der gelehrte und geniale Ingenieur Nemo als mysteriöser Mann dargestellt. Er ist, wie er selbst sagt, unermesslich reich, woher dieser Reichtum stammt, wird nicht deutlich.
Erst der Roman Die geheimnisvolle Insel erwähnt die Herkunft von Kapitän Nemo. Danach ist er Inder, der als Prinz Dakkar geboren wurde. Er ist Sohn eines Rajahs des früher unabhängigen Territoriums Bundelkhand und Neffe des indischen Helden Tippo-Saib. Im Alter von zehn Jahren ist er von seinem Vater nach England geschickt worden, um dort eine gute Erziehung zu erhalten und später gegen die Briten kämpfen zu können, die der Vater als die Unterdrücker seines Landes betrachtete. Nemo liebt die westliche Wissenschaft und Kultur, behält aber seine indische Identität. Nach seiner Rückkehr nach Indien heiratet er und plant die Vertreibung der Engländer, die das Land besetzt halten. Seine Revolte wird jedoch blutig niedergeschlagen und seine gesamte Familie findet dabei den Tod. Verbittert wendet er der Welt den Rücken zu und zieht sich mit wenigen, ihm treu ergebenen Begleitern zurück. Nemo trägt erbitterten Hass auf Großbritannien in sich. Nach dem Aufstand der Sepoys baut Nemo mit dem Rest seines Vermögens unter größter Geheimhaltung auf einer einsamen Insel die Nautilus, die ursprünglich als Forschungsschiff geplant war. Dann beginnt er seinen Rachefeldzug, bei dem er die Meere mit einer engagierten Mannschaft durchquert. Er findet die untergegangene spanische Armada und hebt das Gold, das er von dem Zeitpunkt an verwendet, um den Freiheitskampf unterdrückter Völker zu unterstützen.
Gegen Ende des Romans Die geheimnisvolle Insel verstirbt Kapitän Nemo im Alter von 60 Jahren auf der Nautilus, die in einer unterirdischen Grotte auf der fiktiven Insel „Lincoln“ im südlichen Pazifik festsitzt. Anschließend wird das Boot durch einen Vulkanausbruch endgültig begraben.

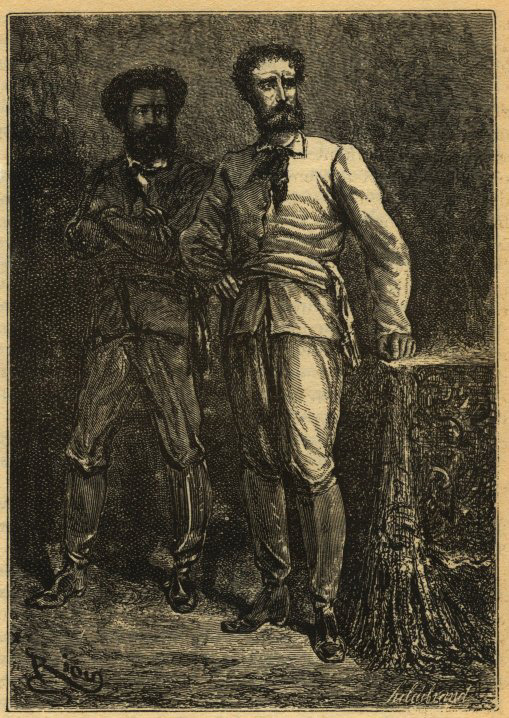
Kapitän Nemo (rechts) als Buchillustration von Alphonse de Neuville und Edouard Riou, 1870
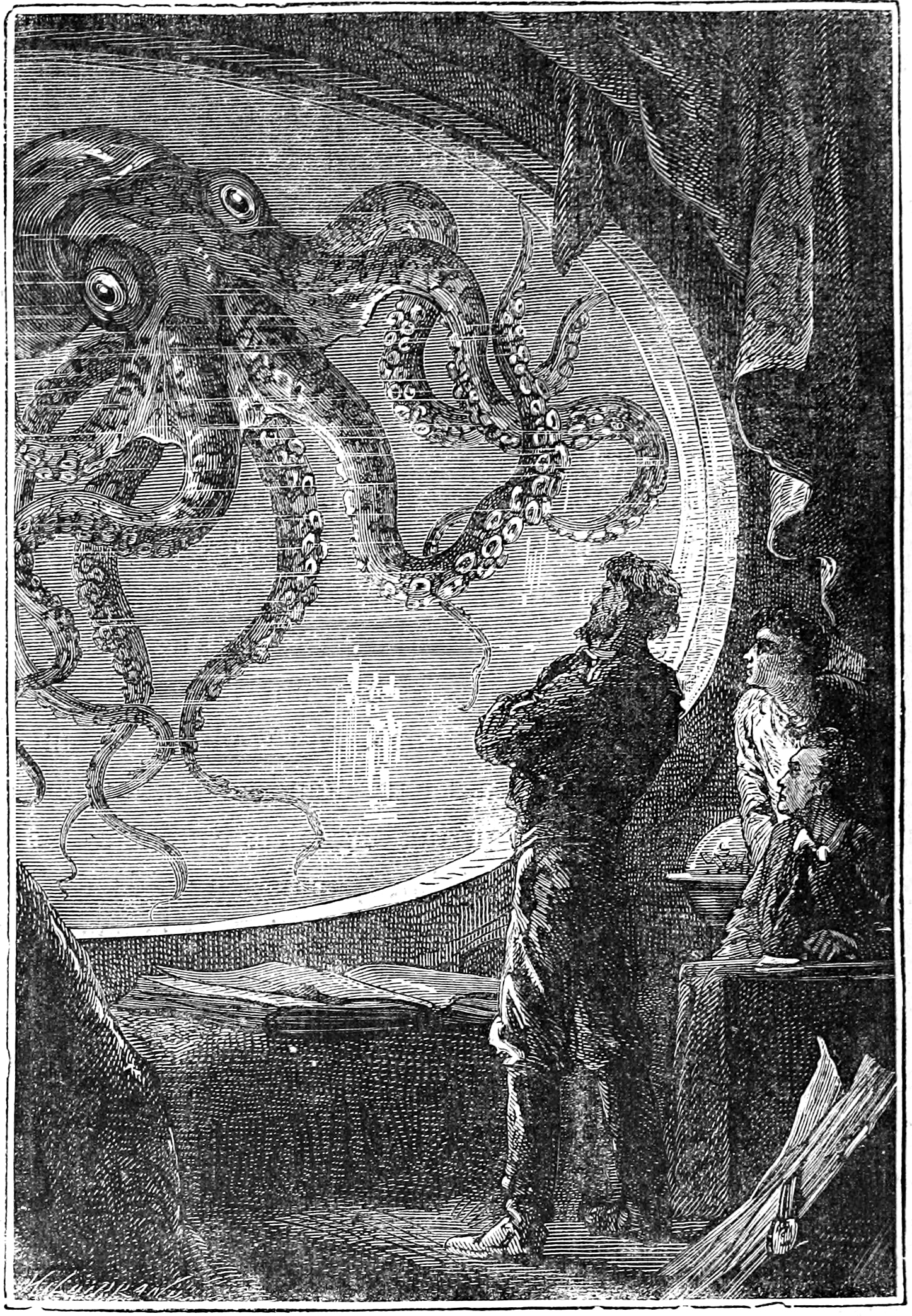
Kapitän Nemo beobachtet ein Seeungeheuer am Fenster der Nautilus
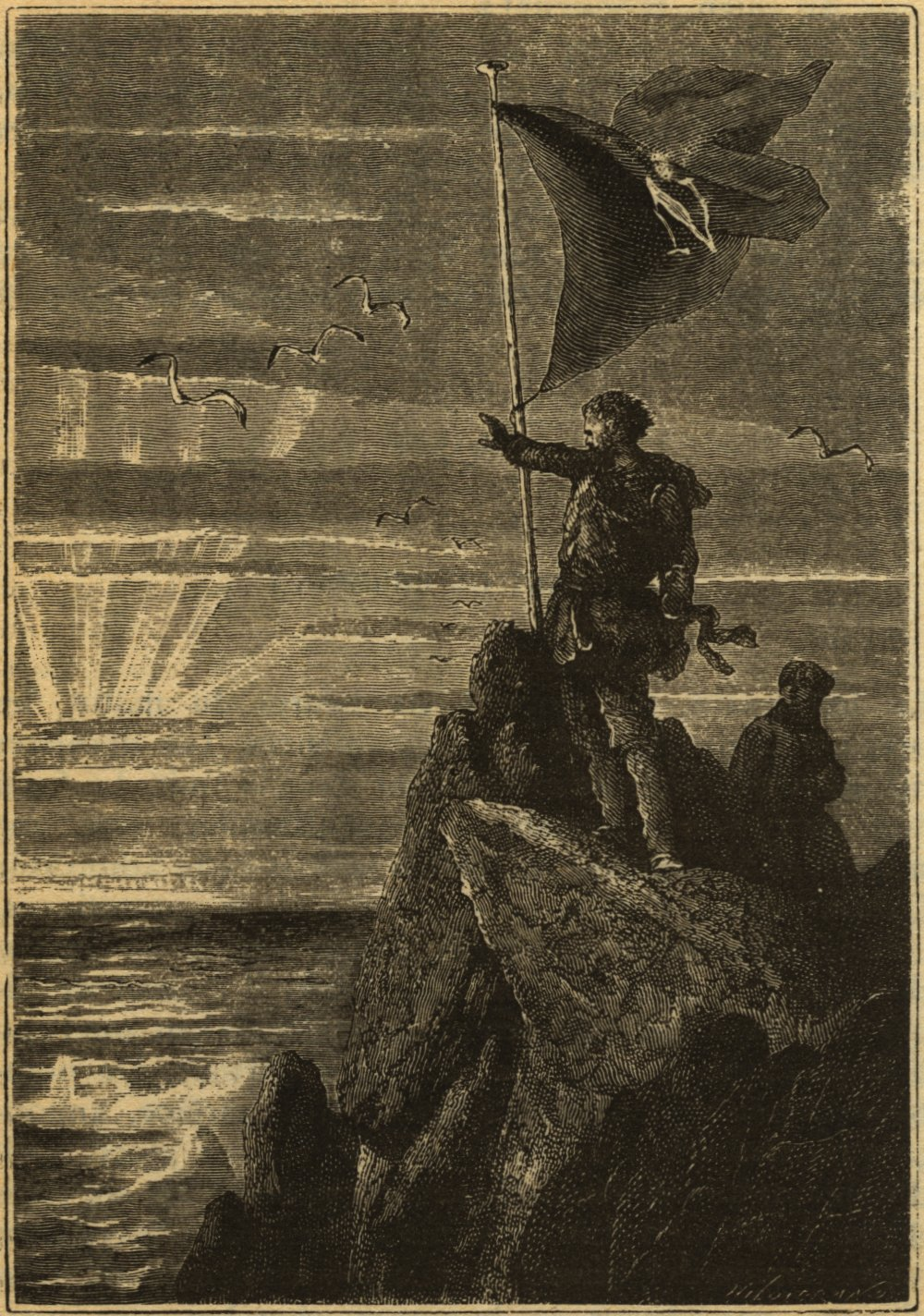
„Lebe wohl, Sonne!“, Ausspruch von Kapitän Nemo beim Hissen seiner Flagge am Südpol
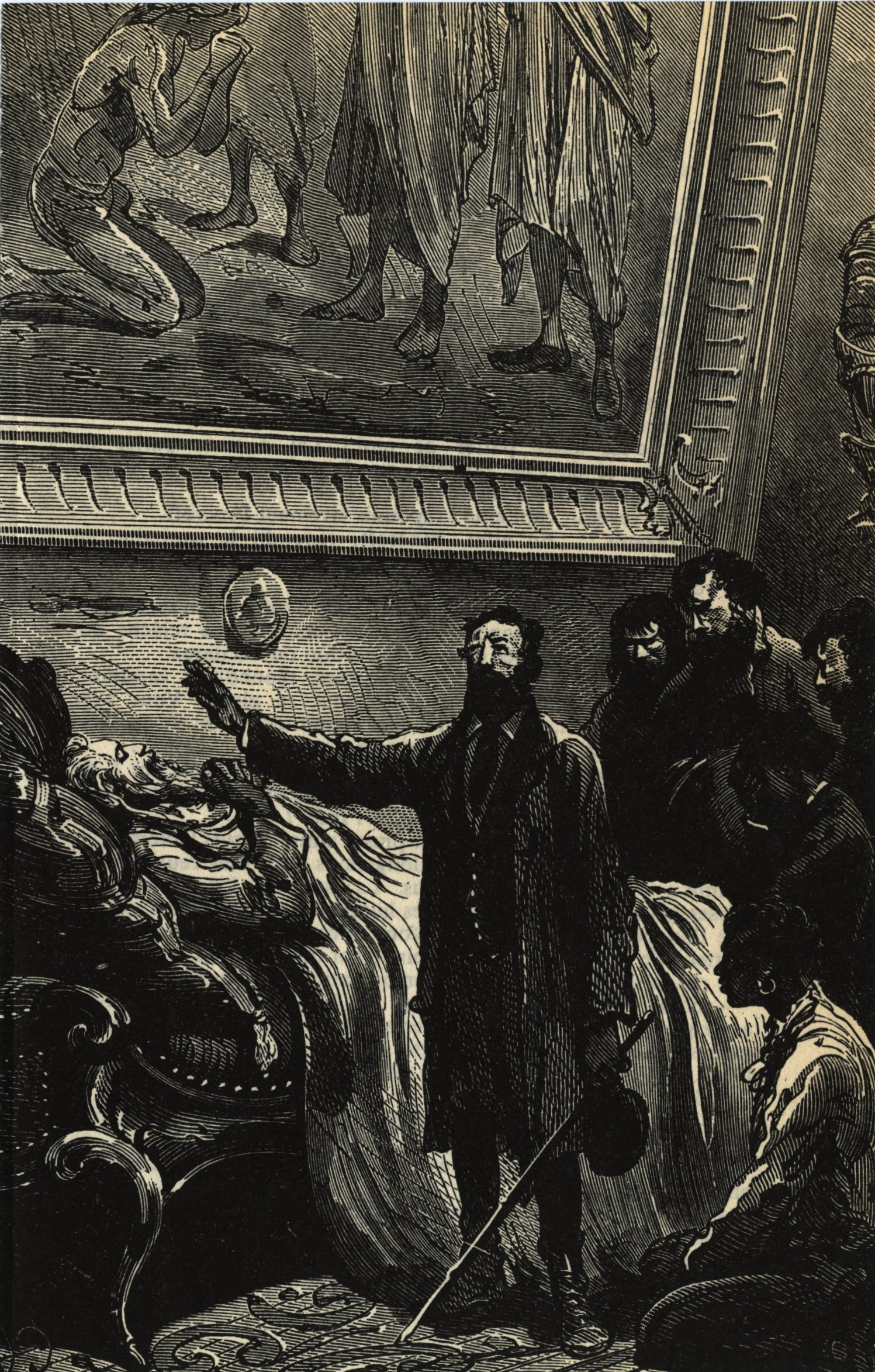
Kapitän Nemo auf dem Sterbebett, Buchillustration von Jules Férat

## Werkdeutungen
In späteren literaturwissenschaftlichen Betrachtungen sehen einige Autoren bei der Figur des Kapitän Nemo Parallelen zum homerischen Helden Odysseus. In beiden Werken sind die jeweiligen Helden intellektuell aufgeschlossene Kapitäne eines Schiffes und Kommandanten einer loyalen Mannschaft. Im Laufe ihrer Reise begegnen sie fremden Umgebungen und seltsamen Kreaturen. Auch die Namensgebung von Nemo wird in späteren Werkdeutungen von einigen Kulturwissenschaftlern mit der Odyssee von Odysseus in Verbindung gebracht. Im neunten Gesang erzählt dieser, er habe dem Kyklopen Polyphem zunächst seinen wahren Namen verschwiegen und sich Οὖτις genannt, das altgriechische Wort für niemand.

## Rezeption

### Verfilmungen
Innerhalb von Verfilmungen wird die Figur des Kapitän Nemo durch die nachfolgenden Schauspieler dargestellt:
- 1916: Allen Holubar in 20.000 Meilen unter dem Meer (1916)
- 1951: Leonard Penn in Mysterious Island
- 1952: Thomas Mitchell in Tales of Tomorrow
- 1954: James Mason in 20.000 Meilen unter dem Meer (1954)
- 1961: Herbert Lom in Die geheimnisvolle Insel (1961)
- 1967: Václav Svec in Das gestohlene Luftschiff
- 1969: Robert Ryan in Kapitän Nemo und die Unterwasserstadt
- 1970: Michel Le Royer in Nemo
- 1973: Omar Sharif in Die geheimnisvolle Insel (Fernsehserie)
- 1975: Wladislaw Wazlawowitsch Dworschezki in Kapitän Nemo – Kapitän Nemo
- 1978: José Ferrer in Abenteuer in Atlantis
- 1995: John Bach in Mysterious Island (Fernsehserie)
- 1995: David Coburn in Space Strikers (Fernsehserie)
- 1997: Adam Wylie in Crayola Kids Adventures: 20.000 Leagues Under the Sea
- 1997: Ben Cross in 20.000 Leagues Under the Sea (Fernsehserie)
- 1997: Michael Caine in 20.000 Leagues Under the Sea (Fernsehserie)
- 2003: Naseeruddin Shah in Die Liga der außergewöhnlichen Gentlemen
- 2005: Patrick Stewart in Mysterious Island (zweiteiliger Fernsehfilm)
- 2007: Sean Lawlor in 30.000 Meilen unter dem Meer
- 2016: Faran Tahir in Once Upon a Time – Es war einmal … (Fernsehserie)

### Musik
- 1980: Die Popgruppe Dschinghis Khan veröffentlicht das Lied Käpt’n Nemo auf ihren zweiten Album Rom als Hommage an Kapitän Nemo.[6]
- 1983: Auf dem vierten Album Built to destroy der Michael Schenker Group ist ein gleichnamiges Instrumental enthalten.
- 1993: Das Konzeptalbum Mobilis in Mobile der französischen Gruppe L’Affaire Louis Trio ist eine Hommage an Kaptain Nemo. Die Lieder Captain, Mobilis in Mobile und The Last Hour enthalten präzise Hinweise auf die Figur. Die Aufnahmen enthalten Unterwasser- und Maschinengeräusche sowie Walgesänge.
- 2003: Im Chanson Elle préfère l’amour en mer. (Sie bevorzugt die Liebe auf See) von Philippe Lavil wird erwähnt, dass die Marine stolz auf Kapitän Nemo ist.
- 2022: Das deutsche Elektro-Duo U96 veröffentlichte zum 30-jährigen Jubiläum das Album 20.000 Meilen unter dem Meer mit dem Lied Ich, Nemo.
- 2023: Die deutsche Doom-Metal-Band Ahab widmete ihr Album The Coral Tombs Kapitän Nemo, unter anderem in Liedern wie Mobilis in Mobili

## Kapitän Nemo als Namensgeber
- Nemo-Gletscher
- Nemo Cove
- Point Nemo
- Nemo 33
- (1640) Nemo
- Nemo, Krater auf dem Plutomond Charon